# Pegantha rubiginosa
Pegantha rubiginosa is een hydroïdpoliep uit de familie Solmarisidae. De poliep komt uit het geslacht Pegantha. Pegantha rubiginosa werd in 1853 voor het eerst wetenschappelijk beschreven door Kölliker. 